# DARPP-32
Protein phosphatase 1, regulatory (inhibitor) subunit 1B или PPP1R1B (чаще именуемый 32-kD dopamine and cAMP regulated phosphoprotein, DARPP-32) - человеческий фосфопротеин массой 32 килодальтон, впервые описанный в 1984 году Валаасом и Грингардом. За изучение функций DARPP-32 Пол Грингард в 2000 году удостоился Нобелевской Премии.